# 9498 Westerbork
9498 Westerbork (1197 T-2) là một tiểu hành tinh vành đai chính.